# Frida Manrique Silva

Docente, educadora, escritora y relacionista. Nació en Arequipa, Perú en 1925. Luego de cursar sus estudios primarios, se trasladó a Lima para terminar su formación secundaria. Estudió Derecho y Educación en la Universidad Nacional Mayor de San Marcos, egresando en el año de 1955. Falleció en Lima, Perú, en 2014.

## Biografía
"Detrás de cada puerta de Iglesia, detrás de casonas y monumentos; detrás de cada cerro, de cada pampa, en cada curso de los ríos, hay un libro que escribir ..."   Frida Manrique Silva

Frida Manrique Silva, nació en Arequipa, Perú, el 20 de marzo de 1925 y falleció en Lima, Perú el 26 de junio de 2014. Cuando cumplió cinco años, su familia dejó la ciudad. Su padre, empleado telegrafista, debe trasladarse constantemente de un pueblo a otro destinado por la Oficina de Correos. La aventura de los viajes, el contacto con otras gentes y otras costumbres, despiertan en ella un profundo amor por todo lo peruano.

Finalmente la familia se afinca en Lima, donde realiza sus estudios secundarios en el Primer Colegio Nacional de Mujeres Rosa de Santa María. Allí se destaca en el deporte, la declamación y la literatura, granjeándose el cariño y estimación de sus compañeras y profesoras. Finalizados sus estudios secundarios, ingresa en la Universidad de San Marcos para estudiar la carrera de Derecho, dejando esta facultad luego de tres años de estudios para seguir la carrera de Educación en la misma Universidad.

Por aquella época escribe en la revista de la FUSM, e ingresa al Teatro y Ballet de San Marcos. Siendo aún estudiante de la Facultad de Educación, ya es directora Unidocente en una Escuela Fiscalizada. Es así como sus años juveniles transcurren entre La legua, los patios y aulas de la hoy llamada Casona de San Marcos, y Palermo, el bar de La Colmena, donde muchos literatos y políticos fraguaron y consumieron sus ideales.

Su gran preocupación por el sistema pasivo de la enseñanza la lleva a investigar durante cinco años la educación y las escuelas en otros países y a intercambiar correspondencia con la UNESCO.

En 1955 se graduó en educación, con una novedosa e interesante tesis que significó un especial aporte para la educación escolar: "Los clubes juveniles en la educación secundaria". Se hablaba por primera es sobre este tema, pues no existían clubes de esas características en el Perú ni en el mundo. 

 
Desarrolla su carrera como docente en los tres niveles de educación, formando generaciones de niños y jóvenes peruanos, inculcando la cultura de la ética, del estudio y del trabajo. Fue infatigable motivadora e inspiradora para quienes por su condición social y económica, tuvieron pocas oportunidades para acceder a la educación. Se desempeñó como docente durante 32 años en los diferentes niveles de la enseñanza. Durante veinte años trabajó en la GUE "Miguel Grau", retirándose de la actividad docente en 1982. 

 
En 1960 fue invitada a participar en la Comisión de Reforma de la Educación Secundaria Vespertina y Nocturna. Ese mismo año fue premiada por la elaboración de la "Antología de lectura para la enseñanza del castellano", trabajo que compartió con otros cinco profesores. Su labor entonces, fue reconocida por una resolución ministerial, destacando que dicha distinción se le otorga: "Por su labor altruista en beneficio de la educación".

En 1970 organizó junto con la Página juvenil del diario El Comercio, el primer "Fórum de Clubes Juveniles". En 1982 creó y fundó en Lima la primera librería dedicada especialmente a la mujer en el Tercer Mundo: la "Librería de la Mujer".

Desde su rincón de Chaclacayo, lugar donde se retiró a pasar sus últimos años, escribió numerosas obras de teatro y cuentos. En 1986 se le otorgó una Mención Honrosa por su obra "El despertar", en el Concurso de Teatro Escolar organizado por el Teatro Universitario de San Marcos.
 
En el año 1987, su obra de teatro "Jacinta", obtuvo el primer puesto en el XXIX Concurso de Teatro Escolar y Universitario de San Marcos.

Uno de sus planteamientos sobre el teatro escolar se refiere a la importancia de la actividad teatral realizada por los mismos escolares, como medio de llegar al conocimiento crítico de la historia, de las tradiciones, leyendas y mitos de la cultura y la sociedad peruanas y a la vez para incentivar la creatividad en los jóvenes.

Junto a una selección de cinco obras de teatro de su creación y con el título de "Jacinta", fue publicada en 1989, a modo de compendio, un libro de teatro que obtuvo crítica muy favorable por los especialistas. En 1994 editó la obra "Cuando caen las buganvillas", basada en el testimonio de los ex-plebiscitarios de Tacna y Arica, en los años 1925 y 1926, fruto de una intensa tarea de investigación in situ, que incluyó numerosas entrevistas a los testigos sobrevivientes de aquella época. En el año 2000 publicó la obra "Por negro y alzado a la Panadería - Una novela y otros cuentos".

Frida Manrique ha dejado especial recuerdo en los numerosos colegios donde ejerció su labor docente, guardándose apreciado testimonio entre las numerosas generaciones de sus alumnos.

## Obras
- "Los clubes juveniles en la educación secundaria". Tesis. Universidad Nacional Mayor de San Marcos. Carrera de Educación. 1956
- "Antología de lecturas". Libro tercero para los colegios vespertinos . Ministerio de Educación. Comisión para la reforma de la educación. 1960
- "Jacinta - Teatro escolar" -  Contiene las obras: "Jacinta", "El despertar", "Puesta en escena" y "Manipulación". Editora Ital Peru. Lima. Perú. 1989
- "Cuando caen las buganvillas. Testimonios de los explebiscitarios. Tacna 1925/1929". Tipografía Santa Rosa. Lima. Perú. 1994
- "El arte en el Perú desde el Incanato". Obra inédita. 1996
- "Por negro y alzado a la Panadería. Una novela y otros cuentos". Contiene las obras: "Por negro y alzado a la Panadería", "Nivel 400", "Hay que curar al brujo" y "Donde las rocas florecen". STANTSA Peru Office S.A. Lima. Perú. 2000